# 월야북초등학교
월야북초등학교는 대한민국 전라남도 함평군 월야면에 있었던 공립 초등학교이다.

## 연혁
- 1933.03.10 월야공립보통학교 부설대야간이 학교 개교
- 1943.04.01 월야공립심상소학교 부설대야간이 학교로 개칭
- 1949.10.01 월야북국민학교로 개칭
- 1971.03.01 2개리 광동분교로 분할 학급 분리
- 1976.03.01 광동국민학교로 분리
- 1996.03.01 월야북초등학교로 개칭
- 1999.09.01 월야초등학교로 통폐합